# Ann-Kathrin Linsenhoff
Ann-Kathrin Linsenhoff (Düsseldorf, 1º agosto 1960) è una cavallerizza tedesca, specializzata in dressage, vincitrice di una medaglia d'oro di squadra ai Giochi olimpici di Seul 1988, cavalcando Courage. È figlia della cavallerizza olimpica Liselott Linsenhoff.

## Palmarès
| Anno | Manifestazione  | Sede | Evento           | Risultato | Prestazione | Note |
| ---- | --------------- | ---- | ---------------- | --------- | ----------- | ---- |
| 1988 | Giochi olimpici | Seul | Dressage squadre | Oro       | -           |      |